# Cristina Caparrós
Cristina Caparrós (1981), és doctora en químiques i armadora de l'Òstia, un pesquer d'arrossegament de La Barceloneta.
Va deixar la seva carrera en biotecnologia per a continuar amb l'herència familiar i ara s'ha proposat feminitzar un sector en perill d'extinció, fer-lo més sostenible i conscienciar al consumidor, aquest sector és la pesca i comercialització del peix. Aquesta és una petita sinopsi de la història d'una valenta en un món majoritàriament d'homes.Els avantpassats de Cristina ja es dedicaven a la pesca, a Granada, d'allí la seva família va emigrar i va fer cap a la Barceloneta.
Va començant estudiant químiques amb la intenció posteriorment canviar i poder estudiar ciències del mar i així ajudar als seus pares. Posteriorment, va acabar estudiant la carrera de biotecnologia i va acabar treballant a Portugal, Anglaterra i Bèlgica. A dia d'avui és armadora de l'Òstia, gestora de Nus, un altre pesquer familiar i propietària de la Platjeta, una pàgina web que dona a conèixer el peix i marisc fresc, de qualitat i proximitat.
La platjeta va néixer a partir de problemes a l'empresa familiar, van fer un estudi per veure com podien tirar endavant i ràpidament van observar que la comercialització directa del peix era una bona sortida.
Una pàgina web que ofereix el seu propi peix, que venen a la cofradia, restaurants, familiars i amics. Ofereix cistelles de peix i marisc, respectant sempre la sostenibilitat i la tradició pesquera. Aquesta web també ofereix un sistema de traçabilitat que et permet seguir el peix des de que el pesquen fins que arriba al destinatari. Es poden fer les comandes mitjançant la pàgina web o via whatsapp.
Té dos fills: Max (n. 2015) i Pol (n. 2019) 